# 신전의 계곡

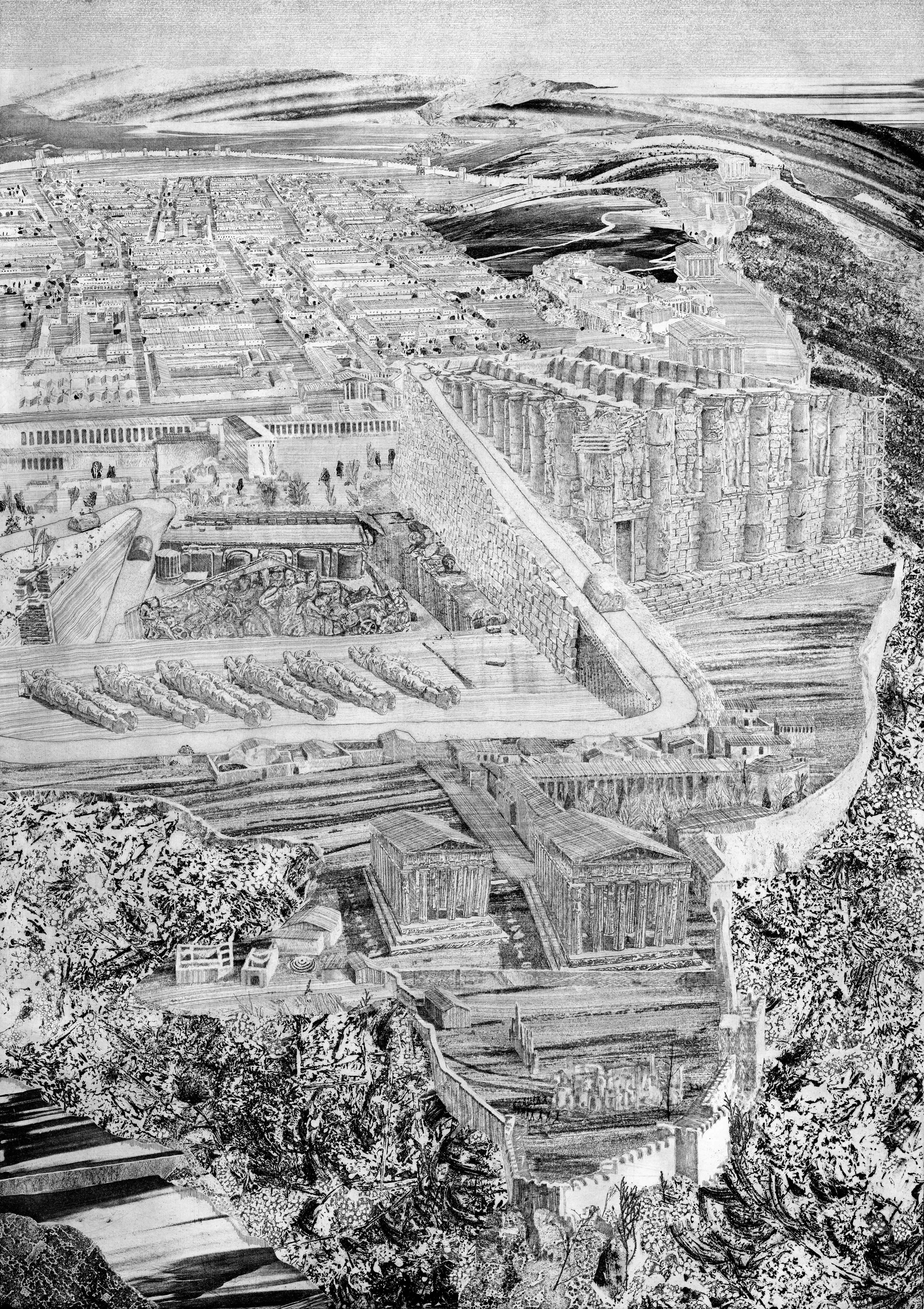
Akragas 406 a. Chr. n.

신전의 계곡(이탈리아어: Valle dei Templi 발레 데이 템플리[*])은 이탈리아 시칠리아주 아그리젠토에 있는 유적지이다. 마그나 그라이키아의 미술과 건축의 가장 뛰어난 표본 중 하나이며, 이탈리아 국립 기념물 일뿐만 아니라 시칠리아의 주요 관광지 중 한 곳이다. 이 지역은 1997년 유네스코 세계 유산 목록에 등록되었다. 이곳 신전들의 발굴과 복원은 1809년부터 1812년까지 세라디팔코 공작이었던, 고고학자 도메니코 안토니오 로 파소 피에르트라산타 (1783년–1863년)의 노력 덕이었다. 신전의 계곡 고고 지구는 1,300 헥타르의 규모로, 전 세계에서 가장 큰 유적지이다.
"계곡"이라는 용어는 사실 잘못된 호칭으로, 유적지는 아그리젠토시의 외각 능선에 자리 잡고 있다.

## 개요

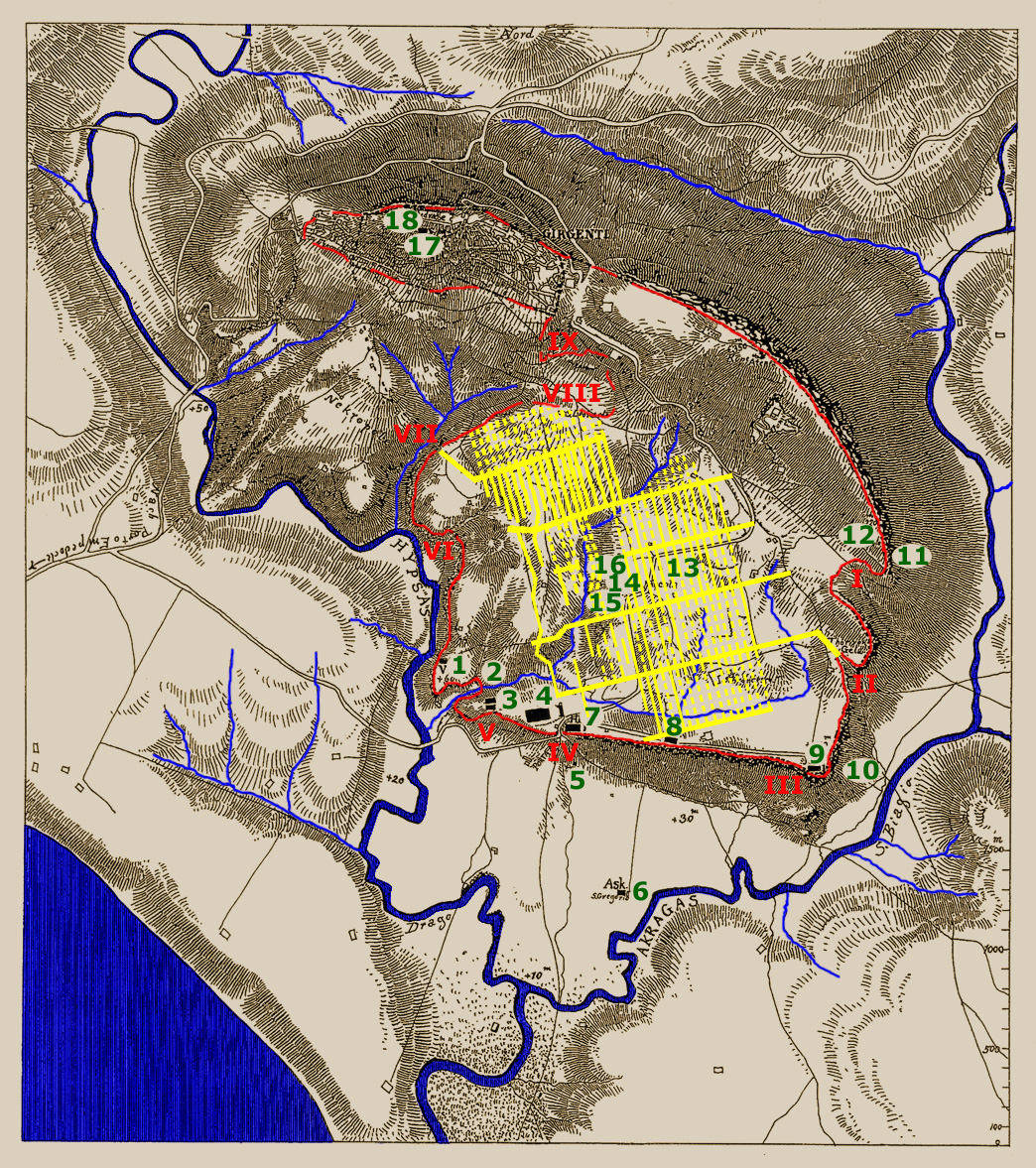
Parco Archaeologico e Paesaggistico della Valle dei Templi

신전의 계곡에는 모두 도리스 양식으로 된 7개의 신전의 유적지들이 있다. 올림페이온 (Olympeion)이라는 이름의 신전을 제외하고는, 나머지 신전들의 명칭은 르네상스 시기에 전형적인 전승에 따라 붙여진 것들이다. 신전은 다음과 같다:
- 콘코르디아 신전 -  인근에서 발견된 라틴어 비문에서 이름이 붙여졌으며, 기원전 5세기에 지어졌다. 6세기부터는 교회로 바뀌었고, 현재는 신전의 계곡에서 가장 보존 상태가 좋은 유적지 중 한 곳이다.
- 유노 신전 - 기원전 5세기에 지어졌다. 기원전 406년에 카르타고인들이 불태웠다.
- 헤라클레스 신전 - 고대 아크라가스 (Akragas)에서 가장 숭배받은 신의 신전 중 하나이며, 신전의 계곡에서 가장 오래되었다. 지진으로 파괴돼서, 현재 남아있는 것은 8개의 기둥 뿐이다.
- 올림피아 제우스 신전 - 기원전 480년에 카르타고를 상대로 승리를 거둔 기념으로 세워졌다. 커다란 규모의 남성상들이 쓰인 것이 특징이다.
- 카스토르와 폴리데우케스 신전. 4개의 기둥만이 남아있지만, 지금은 현대 아그리젠토의 상징이다.
- 불카누스 신전 - 기원전 5세기까지 거슬러 올라간다. 신전의 계곡에서 가장 두드러지는 건축물 중 하나로 여겨진다. 계곡에 있는 신전 중에 가장 보존 상태가 나쁘다.
- 아스클레피오스 신전 - 고대 아그리젠토의 성벽 밖에 위치했다. 병 치료를 하고 싶어하던 순례자들의 목표였다.

신전의 계곡은 이른바 테론의 무덤이라 불리는, 피라미드 형태의 거대한 응회암 기념물이 있는 곳이기도 하다. 학자들은 이 기념물이 제2차 포에니 전쟁에서 전사한 로마군들을 추모하기 위해 지어진 것이라고 추측한다.

## 콘코르디아 신전

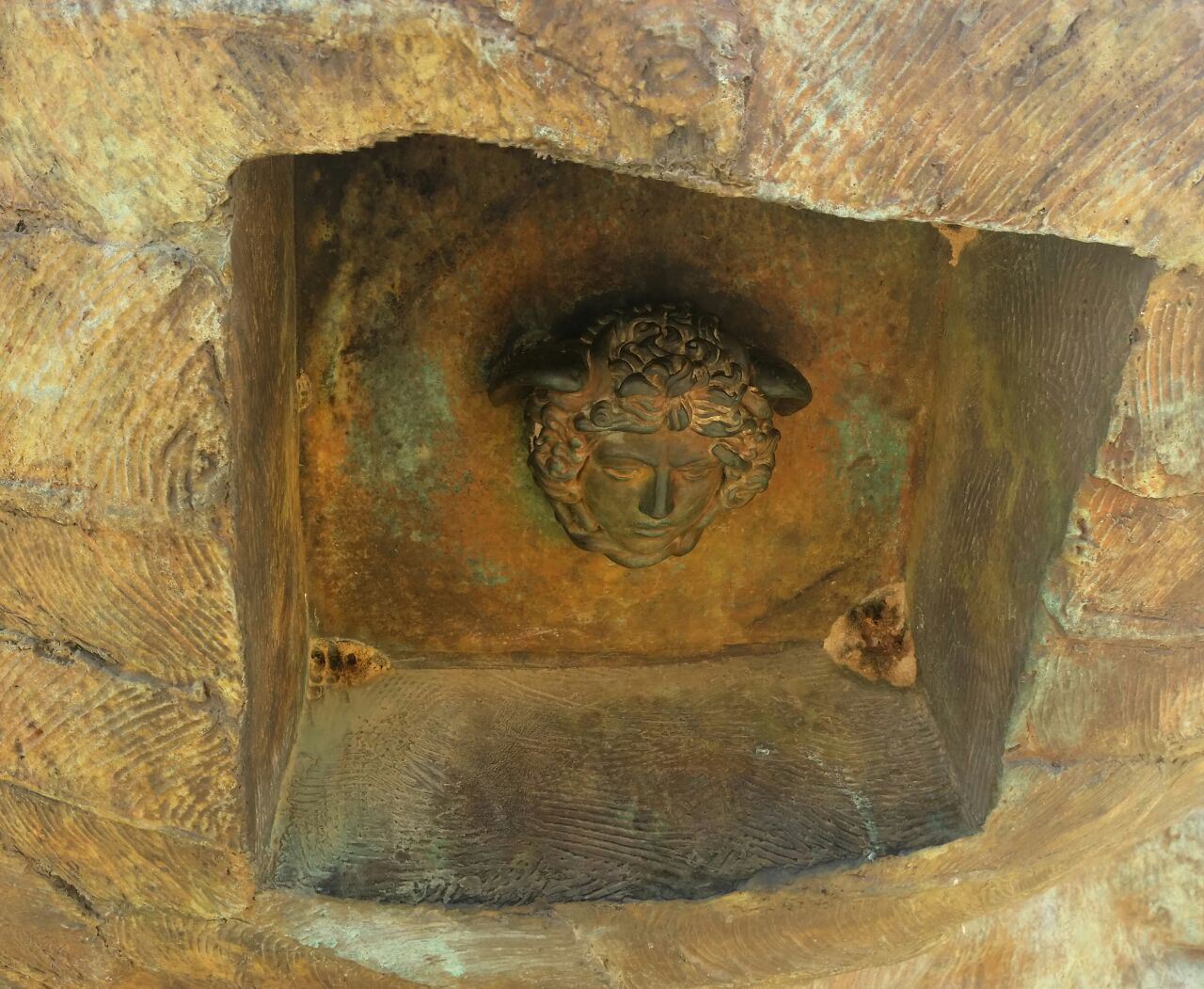
콘코르디아 신전 옆에 있는 이카루스의 날개 뒤쪽에 있는 메두사 조각상

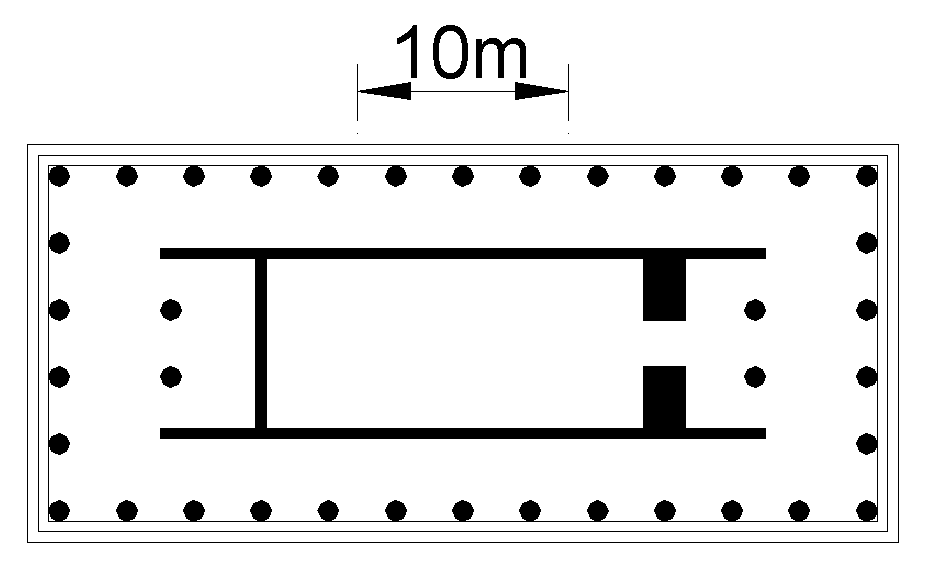
콘코르디아 신전의 평면도.

좋은 보존 상태 덕에, 콘코르디아 신전은 현존하는 그리스 문명 건축물 중에서 가장 중요하게 여겨진다. 대표적으로 유네스코의 상징은 이 신전의 6개 기둥이 있는 파사드를 나타낸다. 39.44 x 16.91 m의 바닥 위로 6 x 13개의 기둥으로 이뤄진 페리스타티스 구조를 이루고 있고, 도리스 양식으로 된 각 기둥들은 20개의 홈과 하나의 엔타시스가 있으며, 트리글리프와 메토프가 있는 아키트레이브가 떠받치고 있다. 또한 팀파눔은 완벽하게 보존됐다.
프로나오스 뒤에 있는 켈라는 단일한 방식으로 접근된다. 켈라의 벽과 페리스타시스의 엔타블러처 벽돌 너머에,  천장과 천장의 목제 들보 구멍으로 올라갈 수 있는 계단이 있는 필론들도 존재한다. 신전의 내부와 외부는 다색의 스투코로 덮여있다. 건물의 상층부에는 사자 모양의 프로톰으로 된 홈통이 있고 지붕은 대리석 타일들로 포장되었다.
신전이 교회당으로 바뀌었을 때, 신전의 입구는 뒤쪽으로 옮겨졌고, 뒤쪽에 있는 켈라 벽들은 파괴되었다. 네이브 한 곳과 2개의 측랑을 건물에서 확보하기 위해 기둥 사이 공간들은 채워졌고, 12개의 아치형 틈들이 켈라에 만들어졌다. 기존의 다신교 제단은 사라지고 성구실들이 동쪽 구석에 확보되었다. 신전 외부와 내부에서 보이는 무덤들은 중세성기 때 조성된 것들이다.

## 유노 라키니아 신전

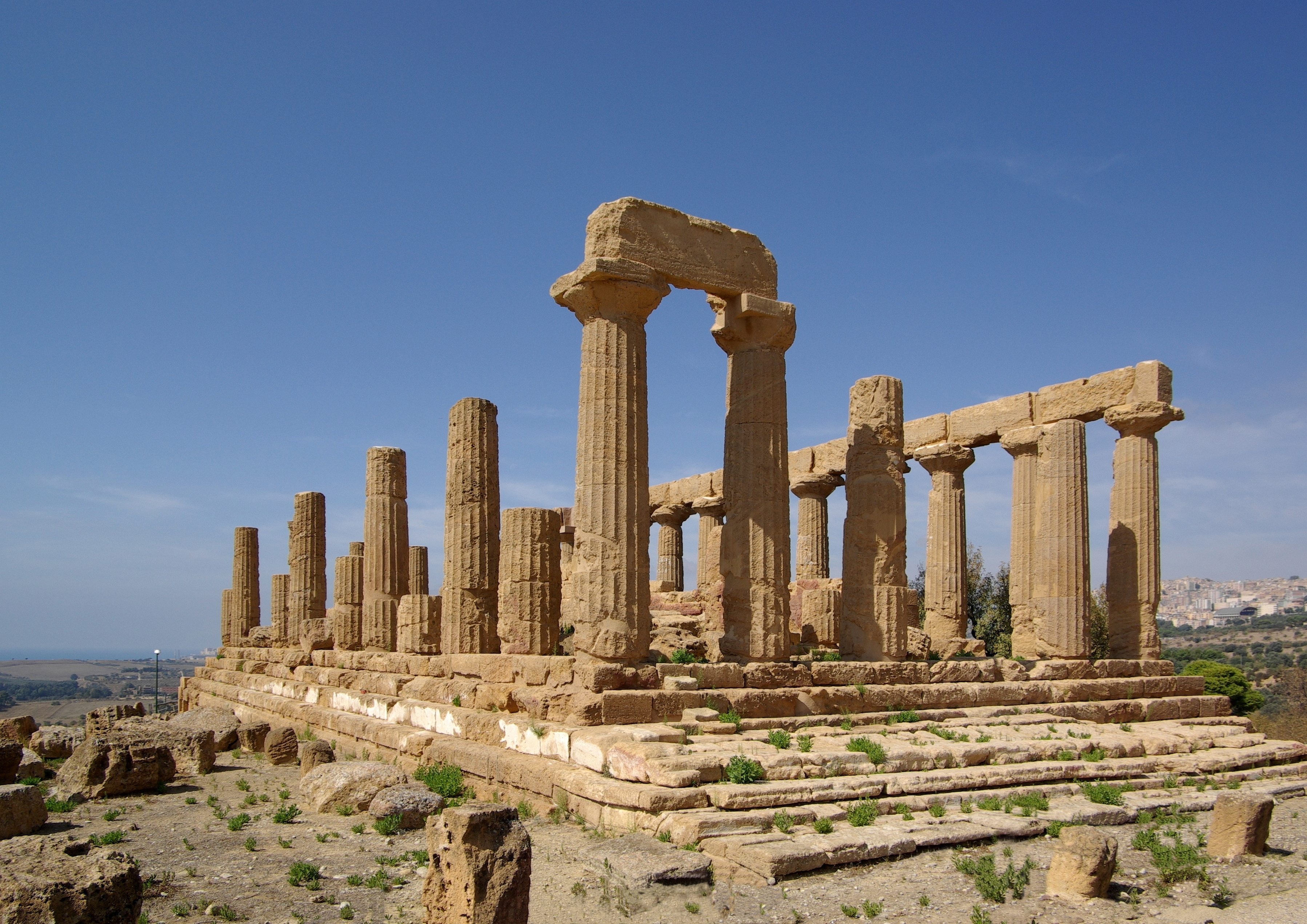
유노 신전.

이 신전은 가장 부자연스러운 지맥에 지어졌다. 기원전 450년으로 거슬러 올라가는, 이 건물은 건물 크기가 38.15 x 16.90 m이고, 프로나오스와 오피스토도모스 앞에 도리아 양식으로 된, 13m 길이의 넓은 기둥 6개가 있는 페리프테로스이다. 바닥에는 네 개의 층계가 있다.
현재의 유적지 (18세기의 아나스틸로시스를 포함해서)는 아키트레이브와 프리즈의 일부로 이뤄진 앞면쪽 콜로네이드로 구성되어 있다. 나머지 세 면에는 일부 켈라 요소가 남아있는 파편들만 존재한다. 신전은 기원전 406년에 화재로 훼손됐고 로마 시대 때 대리석 타일을 점토로 대체하고 오늘날에도 볼 수 있는 신전의 유적 요소들이 있는 이 지역에 가파른 증축이 이뤄지며 복원됐다.
인근에는 콘코르디아 신전이 교회당으로 바뀌던 시절에 속하는, 비잔틴 시대의 아르코솔리움과 무덤이 있다.

## 아스클레피오스 신전
아스클레피오스 신전은 산그레고리오 평야 (San Gregorio) 한가운데에 위치했다. 이 건물의 신원은 신전이 ‘도시의 입구’에서 1마일 떨어진 곳에 위치했다고 한 폴리비우스의 언급 (I, 18, 2)을 바탕으로 하고 있다. 하지만 실제 거리는 일치하지 않고 건물의 크기는 상대적으로 작아서, 학자들은 이 신전에 대해 의구심을 남겨두고 있다.
기원전 5세기 말로 거슬러 올라가고 21.7 x 10.7 m 크기의 이 작은 신전은 세 개의 층계로 된 바닥 위로 서 있다. 뒤쪽 켈라의 외부면에 있는 두 개의 반기둥으로 이뤄진 기이한 가짜 오피스토도모스가 있다. 또한 사자 모양의 프로톰, 프리즈, 게이손 페디먼트와 함께 엔타블러처의 일부들도 남아있다.
신전은 베레스에서 약탈당하여, 스키피오가 도시에 선물로 주었던, 미론이 제작한 아폴론 동상이 있다.

## 헤라클레스 신전

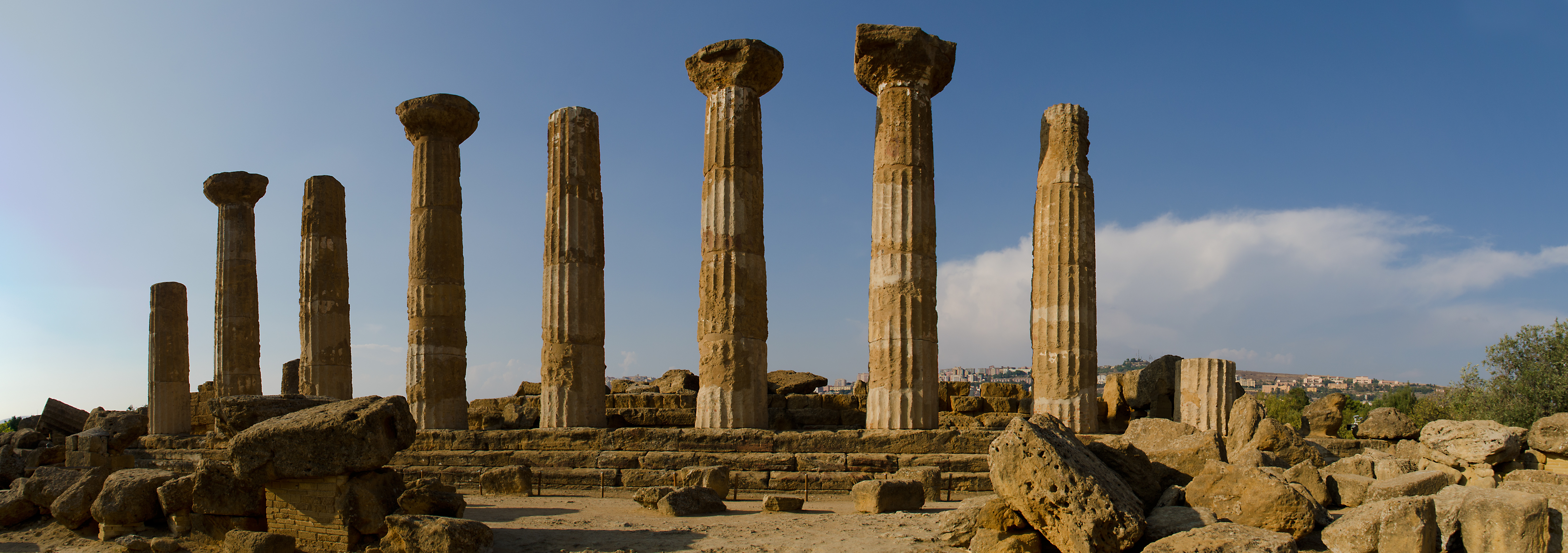
헤라클레스 신전 유적지.

이 신전의 전통적인 명칭은 "포룸에서 그렇게 멀지 않은" 고전 영웅에게 헌신된 신전에 대한, 키케로의 또다른 언급에서 왔다. 하지만 이 지점에 포룸 (그리스 도시의 아고라)가 있었는지는 증명된 바가 없다.
양식상, 이 신전은 기원전 6세기 말 것들에 속한다. 이 신전이 테론 집권기에 처음으로 지어진 신전이었다라고 하는 주장도 있었다. 또한 이 신전에서 발견된 엔타블러처는 기원전 470-460년대나 기원전 5세기의 것으로 거슬러 올라간다 (조금 더 최근의 유적들이 오래된 부분을 대채했을지도 모르지만). 한 가설은 이 신전이 히메라 전투 이전에 짓기 시작하여 수십년에 걸친 끝에 완료되었다는 것이다. 폴리아이노스는 테론 집권기에 아크라가스 외각에서 지어지고 있는 아테나 신전을 언급했는데, 비록 아크로폴리스 안에 새로운 신전이 있었음에도, 그 신전을 “헤라클레스”의 신전으로 여길 수도 있다.
67 x 25.34 m 크기의 20세기에 만들어진 아나스틸로시스와 프로나오스 및 오피스토도모스, 6 x 15 크기의 도리스 양식 기둥와 켈라로 이뤄진 이 건물은 이 세 개의 층단 위에 서있다. 천장으로 올라가게 하는 계단이 위치한, 프로나오스와 켈라 사이에 들어간 필론의 첫 번째 예시 (이후 아그리젠토에서 널리 쓰임)이다. 기둥들은 꽤나 높고 주두들은 넓다. 동쪽에는 넓은 제단의 잔해들이다.

## 올림페이온들판

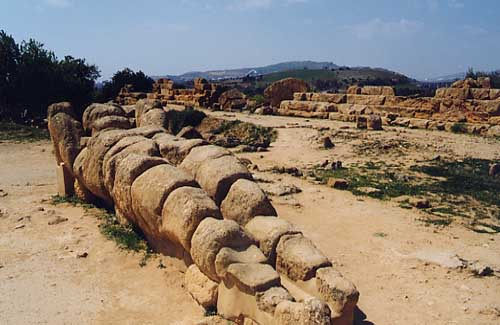
올림페이온 경기장내 아틀란트의 잔해.

옛 도시의 정문을 통해 들어가는 도로의 반대편은 올림페이온 들판이 있는 평야이다. 이 평야에는 거대한, 올림푸스의 제우스의 신전이 있는 관람석이 있고, 게다가 다른 지역들은 여전히 발굴중이다.

## 같이 보기
- 고대 그리스 건축
- 그리스 신전